# Chicago (musical)
Chicago is een musical uit 1975 van de Amerikanen John Kander en Fred Ebb. Zij zijn ook de makers van Cabaret, Zorba, en The Kiss of the Spider Woman. Bob Fosse was oorspronkelijk verantwoordelijk voor de choreografie. Wereldberoemd zijn de songs All That Jazz en Cell Block Tango. De musical speelt zich af in de jaren 20 van de twintigste eeuw, en is losjes gebaseerd op het gelijknamige toneelstuk van journaliste Maurine Dallas Watkins. Het verhaal is een satire over corruptie in de gevangenis en 'beroemde criminelen'.
In 2002 werd er een film uitgebracht, gebaseerd op de musical. Deze werd ontvangen met positieve reacties en won de Oscar voor beste film.

## Geschiedenis

#### Originele productie
In 1975 beleefde Chicago zijn eerste première in New York, tegen gemixte reviews. De Brechtiaanse acteerstijl, waarbij de vierde wand regelmatig werd doorbroken, zou oncomfortabel zijn geweest voor het publiek. Ze speelden 936 voorstellingen en sloten de deuren op 27 augustus 1977. De musical was bijna eerder gestopt toen de kaartverkoop tegenviel en Gwen Verdon, die Roxie Hart speelde, geopereerd moest worden aan haar keel. Liza Minnelli bood vervolgens aan om de rol over te nemen, wat voor hernieuwde interesse zorgde. 
Na de originele productie volgde er een productie op West End, en in Australië.

#### Broadway reprise
In mei 1996 was er een concertante uitvoering van Chicago, geregisseerd door Walter Bobbie. Ann Reinking, die te zien was in de originele productie, deed de choreografie voor de reprise. Deze werd uitgevoerd in de beroemde stijl van de oorspronkelijke regisseur en choreograaf Bob Fosse. Deze uitvoering, met zeer minimalistische decors en kostuums, kreeg zeer lovende recensies. De productie is vervolgens verhuisd naar Broadway, waar het op 14 november 1996 in première ging. Het werd de op een na langstlopende musical op Broadway, met alleen The Phantom of the Opera voor zich.
De reprise won zes Tony Awards, waaronder Bebe Neuwirth als beste actrice. Ook won het castalbum een Grammy Award voor beste show-album. 

Na deze reprise volgden producties wereldwijd, die veelal gebruik maakten van of geïnspireerd waren door de regie van Walter Bobbie. 

#### Nederlandse producties
Chicago was voor het eerst in 1999 in Nederland te zien, in een vertaling van Seth Gaaikema en Petra C. van der Eerden. Het werd geproduceerd door Stage Entertainment, het bedrijf van Joop van den Ende. Op 9 mei 1999 was de première en de musical trok meer dan 650.000 bezoekers. Simone Kleinsma en Pia Douwes speelden de hoofdrollen. 28 januari 2001 speelde de laatste voorstelling. In 2009 was de voorstelling opnieuw te zien, dit keer geproduceerd door Mark Vijn. Mariska van Kolck en Joke de Kruijf speelden dit keer de hoofdrollen. 
| Rol           | Cast 1990 (Koninklijk Ballet van Vlaanderen) | Cast 1999 (Stage Entertainment) | Cast 2009 (Mark Vijn) |
| ------------- | --- | --- | --- |
| Roxie Hart    | Annette Nijder | Simone Kleinsma, Ellen Evers, Jacqueline Aronson | Mariska van Kolck, Laurie Reijs, Kris Siekerman |
| Velma Kelly   | Marjolein Keuning | Pia Douwes, Sophia Wezer, Marie-Josee Joore, Brigitte Derks | Joke de Kruijf, Laurie Reijs, Caroline Beuth |
| Mama Morton   | Jenny Tanghe | Marjolijn Touw, Jenny Arean, Frédérique Sluyterman van Loo | Doris Baaten, Soetkin Jacobs |
| Billy Flynn   | Marijn Devalck | Stanley Burleson, Tony Neef, Danny Rook, Ernest Piet | Thom Hoffman, Robbert van den Bergh, Ferry de Graaf In België Geert Hoste |
| Amos Hart     | Victor van Swaay | Serge-Henri Valcke, Jan Goossens, Paul Vaes, Mischa Hendriksen | Peter Lusse, Hein Gerrits |
| Mary Sunshine | Solange Mortier | Peter Rombouts, Michael Diederich, Robert Besselaar, Richard Janssen | Jasper Taconis, Rudy Hellewegen |
| Ensemble      | Mona Alleman, Corine Boon, Perry Dossett, Aldrico Amando Felida, Valerie Ven, Etienne van Geel, Maya Hakvoort, Stefan Hamblok, Mick Hankers, Wilma Hoornstra, Brigitte Derks, Marc de Coninck, Johan van der Maat, Christoph Kinds, Mieke Limpens, Anick van Dam, Daan van den Durpel, Anouchka van Dun | Manuel Monnich, Mischa Hendriks, Daan Wijnands, Joost de Jong, Stefan Swinkels, Esther Koenen, Sandra Stam, Frédérique Sluyterman van Loo, Laurie van Iersel,Candy Gerritsen | Caroline Beuth, Soetkin Jacobs, Natascha Dejong, Laurie Reijs, Kris Siekerman, Marcella Adema, Margriet Middel, Marcia Zuidema, Jurriaan Bles, Mark Dowe, Mark Jong a Pin, Robbert van den Bergh, Hein Gerrits, Ferry de Graaf, Bora Sirin, Merlijn Wolsink, Wouter van Schaaijk |

## Verhaal
Chicago is een musical die gebaseerd is op het verhaal van twee showgirls: Roxie Hart en Velma Kelly. Beiden hebben ze een moord op hun geweten, waardoor ze in de gevangenis beland zijn. Een wereld achter gesloten deuren, waar ieder voor zichzelf kiest en waar rechtvaardigheid niet bestaat. Dit geldt zeker voor de directrice van de gevangenis. Mama Morton, die er een 'voor wat hoort wat'-mentaliteit op nahoudt. Afzonderlijk van elkaar strijden ze meedogenloos voor hun vrijheid en proberen ze op allerlei manieren de aandacht te trekken van de media en van de beruchte advocaat Billy Flynn. Om dit te bereiken deinzen de twee vrouwen nergens voor terug en spelen ze een gevaarlijk spel met elkaar. Wie heeft de meeste macht en passie?

## Muziek
De muziek is geschreven door John Kander, met teksten door hemzelf en Fred Ebb. Vooral All That Jazz en Cell Block Tango zijn wereldberoemde nummers geworden. Hieronder staan de nummers, zoals gespeeld in de Broadway Reprise uit 1996. Deze volgorde wordt voor bijna alle nieuwe producties aangehouden.
"Chicago: The Musical"
1e akte
- "Overture" – Orkest
- "All That Jazz" – Velma Kelly en ensemble
- "Funny Honey" – Roxie Hart
- "Cell Block Tango" – Velma and de moordenaressen
- "When You're Good to Mama" – Matron "Mama" Morton
- "Tap Dance" - Roxie, Amos, en ensemble
- "All I Care About" – Billy Flynn and de meiden
- "A Little Bit of Good" – Mary Sunshine
- "We Both Reached for the Gun" – Billy, Roxie, Mary en de journalisten
- "Roxie" – Roxie en de mannen
- "I Can't Do It Alone" – Velma
- "I Can't Do It Alone (Reprise)" – Velma
- "Chicago After Midnight" – Orkest
- "My Own Best Friend" – Roxie en Velma
- "Finale Act I: All That Jazz (Reprise)" – Velma

2e akte
- "Entr'acte" – Orchestra
- "I Know a Girl" – Velma
- "Me and My Baby" – Roxie en ensemble
- "Mr. Cellophane" – Amos Hart
- "When Velma Takes the Stand" – Velma en de mannen
- "Razzle Dazzle" – Billy en ensemble
- "Class" – Velma en Mama Morton
- "Nowadays/Hot Honey Rag" – Velma en Roxie
- "Finale Act II: All That Jazz (Reprise)" – Ensemble

## Trivia
- Pia Douwes heeft in 2004 de rol van Velma Kelly op Broadway gespeeld.
- Toen Bob Fosse de rechten van het originele toneelstuk probeerde te kopen, is hij meermaals afgewezen. Pas toen Maurine Dallas Watkins was overleden, verkochten haar nabestaanden de rechten.